# 丹城站 (韩国)
丹城站（：／ Danseong yeok */?）中央線一座已經關閉的鐵路車站，位於韓國忠清北道丹陽郡丹城面，於2020年末廢站。

## 历史
- 1942年4月1日：忠北丹陽站落成使用。
- 1945年8月15日：改称丹陽站。
- 1985年5月1日：改称舊丹陽站。
- 1993年3月1日：改為现名。
- 2020年12月13日：車站關閉。

## 相鄰車站
韓國鐵道公社
中央線
丹陽－丹城－竹嶺信號場